# Henri Pourrat
Henri Pourrat, escritor francés ganador del Premio Goncourt en 1941. Nacido en Ambert (Francia) el 7 de mayo de 1887.

Admitido en 1905 en el Instituto Nacional de Agronomía, debe abandonar sus estudios afectado por la tuberculosis. Se dedica entonces a la literatura.
Ganador del Premio Figaro en 1921 por Gaspard des Montagnes. Ganador en 1931 del premio a la novela de la Academia Francesa.

La obra de Pourrat es vasta y muy diversa: novelas, poesía, biografía, ensayos, cuentos. 
Recibe el premio Goncourt en 1941 por su obra Vientos de Marzo. Dedica la última década de su vida al monumental Tesoro de cuentos.

Pourrat fallece el 16 de julio de 1959 en su ciudad natal.
- Datos: Q779953
- Multimedia: Henri Pourrat / Q779953